# Якти-Куль (Кармаскалинський район)
Якти́-Куль (рос. Якты-Куль, башк. Яҡты Күл) — присілок у складі Кармаскалинського району Башкортостану, Росія. Входить до складу Підлубовської сільської ради.
Населення — 89 осіб (2010; 100 в 2002).
Національний склад:
- башкири — 71 %